# Lasel
Lasel ist eine Ortsgemeinde im Eifelkreis Bitburg-Prüm in Rheinland-Pfalz. Sie gehört der Verbandsgemeinde Prüm an.

## Geographie
Lasel liegt am Fluss Nims in der Eifel auf einer Höhe von ca. 350 m ü. NHN.
Zu Lasel gehören auch die Wohnplätze Birkenhof, Hontheim und Steinbachhof.
Lasel grenzt (im Uhrzeigersinn) an die Ortsgemeinden Nimsreuland, Wawern, Nimshuscheid, Feuerscheid, Lascheid und Heisdorf.

## Geschichte
Lasel gehörte bis zum Ende des 18. Jahrhunderts zum Kurfürstentum Trier. Teilweise gehörte der Ort zum Verwaltungsbezirk der Schultheißerei Seffern im Amt Prüm und teilweise zur Zenterei Langenfeld im Amt Schönecken. 1684 umfasste die Ortschaft unter dem Namen Lassel vier Feuerstellen.
Erst nach dem Einmarsch der Franzosen wuchs Lasel zusammen. Ab 1798 wurde die Verwaltung von der Mairie Burbach, Arrondissement Prüm übernommen. Seit 1816 gehörte Lasel zum Kreis Prüm und seit 1971 zum Eifelkreis Bitburg-Prüm.
Bevölkerungsentwicklung
Die Entwicklung der Einwohnerzahl von Lasel, die Werte von 1871 bis 1987 beruhen auf Volkszählungen:
| Jahr | Einwohner |
| ---- | --------- |
| 1815 | 140       |
| 1835 | 234       |
| 1871 | 271       |
| 1905 | 258       |
| 1939 | 342       |

| Jahr | Einwohner |
| ---- | --------- |
| 1950 | 292       |
| 1961 | 284       |
| 1970 | 315       |
| 1987 | 350       |
| 1993 | 349       |

| Jahr | Einwohner |
| ---- | --------- |
| 1999 | 358       |
| 2005 | 341       |
| 2011 | 320       |
| 2017 | 302       |
| 2023 | 303       |

## Politik

### Bürgermeister
Manfred Klasen wurde am 22. August 2019 Ortsbürgermeister von Lasel. Da bei der Direktwahl am 26. Mai 2019 kein gültiger Wahlvorschlag eingereicht wurde, oblag die Neuwahl des Bürgermeisters dem Rat. Dieser wählte Klasen auf seiner konstituierenden Sitzung für fünf Jahre ins Amt. Er wurde im Juni 2024 wiedergewählt.
Klasens Vorgänger Helmut Thielen hatte das Amt 15 Jahre ausgeübt.

### Wappen
| Wappen von Lasel | Blasonierung: „Von Silber nach Gold durch einen blauen Wellenbalken schräglinks geteilt, oben ein durchgehendes rotes Kreuz, unten eine schwarze Kirche.“ |
| Wappen von Lasel | Wappenbegründung: Die Farbe Rot und das rote Kreuz stehen für die Zugehörigkeit zum Kurfürstentum Trier, der Wellenbalken symbolisiert den Fluss Nims, der den Ort durchfließt. Bereits 1346 wird der Kirche der heiligen Helena ein Ablass durch Papst Clemens VI. gewährt. |

## Kirche

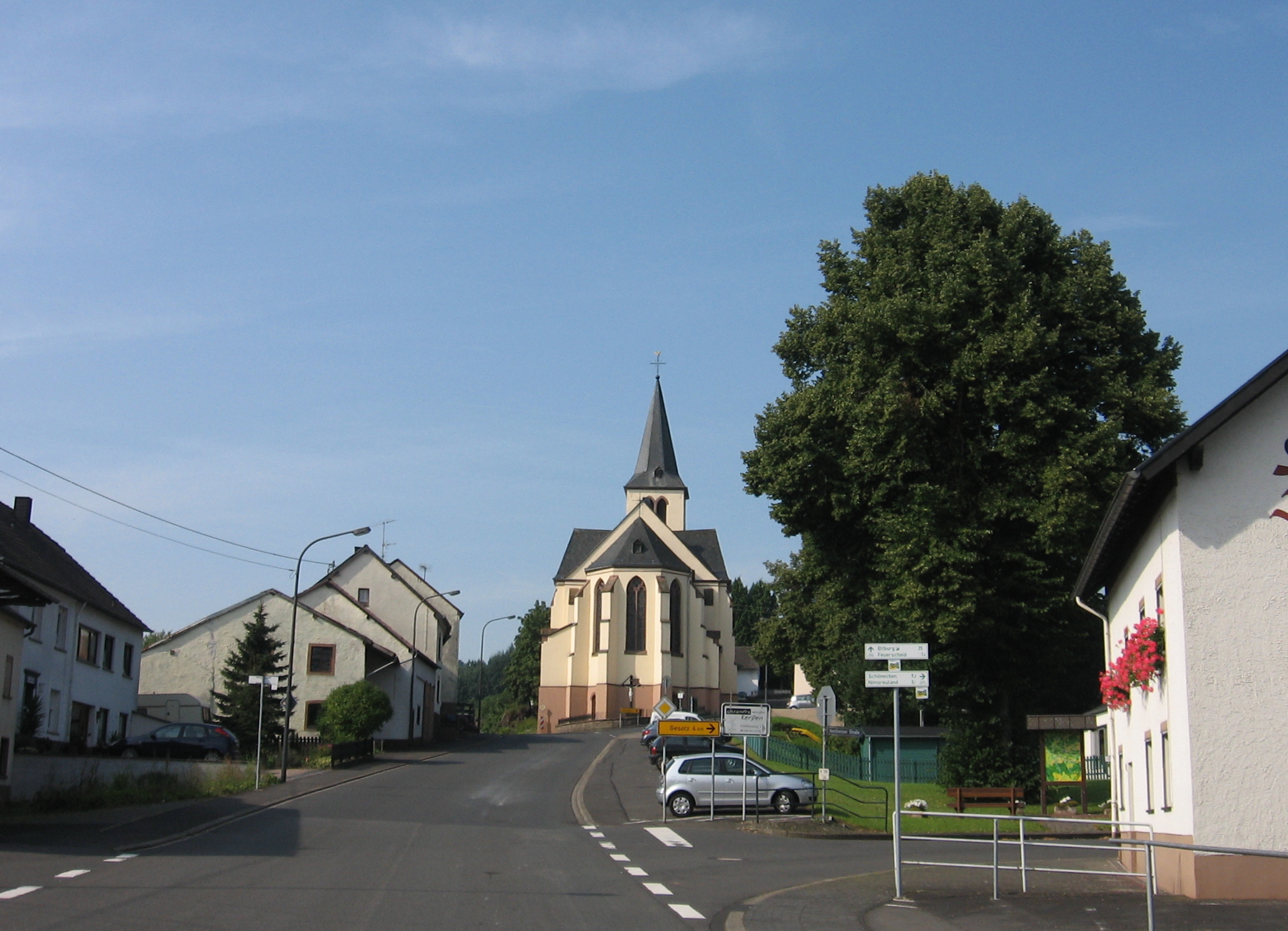
St. Helena (Lasel)

Bereits 1346 wird eine Kapelle im Zusammenhang in einem Ablass von Papst Clemens VI. erwähnt.
Nach 1802 wurden unter Napoleon die Pfarreien neu gegliedert. Lasel wird zur neuen Pfarrei mit den Filialen Wawern, Huscheid und Feuerscheid. 1895 wurde eine neue neugotische Hallenkirche (St. Helena) gebaut und 1896 fertiggestellt.

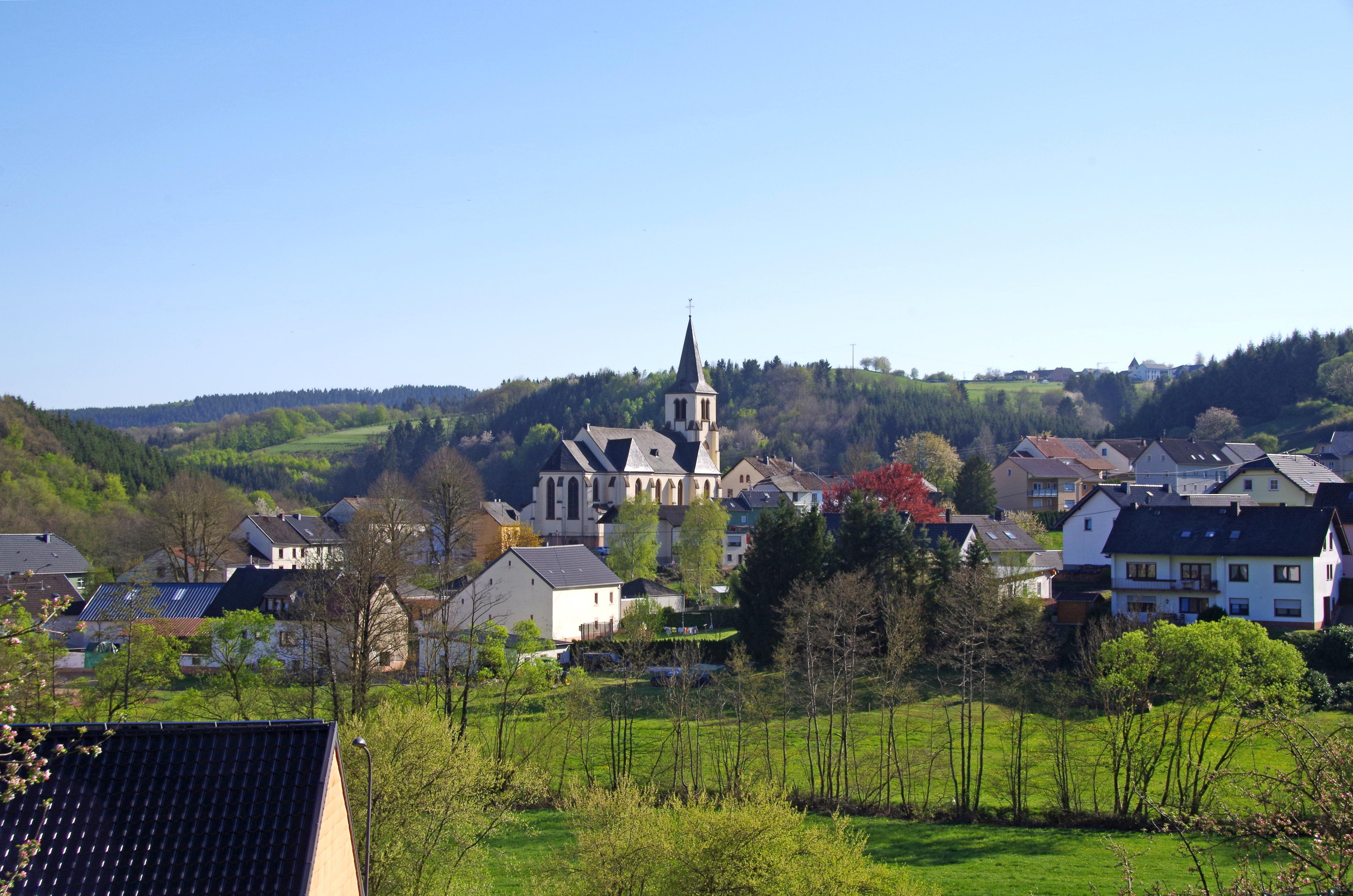
Ortsansicht von Nordosten

Der im Volksmund genannte „Nimstaldom“ wurde 1999 im Innenbereich restauriert. Dabei wurden alle Wandmalereien aufwendig und originalgetreu erneuert.